# Хайнрих XXIV фон Ройс-Еберсдорф
Хайнрих XXIV фон Ройс-Еберсдорф (на немски: Heinrich XXIV von Reuß-Ebersdorf (jüngere Linie); * 22 януари 1724, Еберсдорф; † 13 май 1779, Еберсдорф) от младата линия на фамилията Ройс е от 1747 до 1779 г. граф на Ройс-Еберсдорф.
Хайнрих XXIV е чрез дъщеря му Августа дядо на белгийския крал Леополд I и прадядо на кралица Виктория от Великобритания и прародител на кралица Елизабет II.

## Произход и наследство
Той е най-възрастният син на граф Хайнрих XXIX фон Ройс-Лобенщайн-Еберсдорф (1699 – 1747) и съпругата му графиня София Теодора фон Кастел-Ремлинген (1703 – 1777), дъщеря на граф Волфганг Дитрих фон Кастел-Ремлинген (1641 – 1709).
Хайнрих XXIV става след баща си през 1747 г. граф на Еберсдорф.

## Фамилия
Хайнрих XXIV се жени на 28 юни 1754 г. в Турнау за Каролина Ернестина фон Ербах-Шьонберг (1727 – 1796), дъщеря на граф Георг Август фон Ербах-Шьонберг (1691 – 1758) и графиня Фердинанда Хенриета фон Щолберг-Гедерн (1699 –1750). Те имат децата:
- Хайнрих XLVI (1755 – 1757)
- Августа Каролина София (1757 – 1831)

∞ 1777 за херцог Франц I фон Саксония-Кобург-Заалфелд (1750 – 1806), родители на Виктория фон Сакс-Кобург-Заалфелд (1786 – 1861)
- Луиза (1759 – 1840)

∞ 1781 княз Хайнрих XLIII фон Ройс-Кьостриц
- Хайнрих LI (1761 – 1822), от 1806 княз на Ройс-Еберсдорф

∞ 1791 за графиня Луиза фон Хойм (1772 – 1832)
- Ернестина Фердинанда (1762 – 1763)
- Хайнрих LIII (1765 – 1770)
- София Хенриета (1767 – 1801)

∞ 1787 за княз Емих Карл фон Лайнинген-Дагсбург-Хартенбург (1763 – 1814)